# Џенива (Индијана)
Џенива (енгл. Geneva) град је у америчкој савезној држави Индијана.

## Демографија
По попису из 2010. године број становника је 1.293, што је 75 (-5,5%) становника мање него 2000. године.
| Група             | 2000.         | 2010.         |
| Белци             | 1.334 (97,5%) | 1.193 (92,3%) |
| Афроамериканци    | 5 (0,4%)      | 8 (0,6%)      |
| Азијати           | 3 (0,2%)      | 2 (0,2%)      |
| Хиспаноамериканци | 15 (1,1%)     | 70 (5,4%)     |
| Укупно            | 1.368         | 1.293         |